# Хмелевский, Андрей Григорьевич
Андрей Григорьевич Хмелевский (1890 — 1949) — советский военно-морской деятель, инженерный работник, начальник главной инспекции народного комиссариата судостроительной промышленности, инженер-капитан 1-го ранга (1940).

## Биография
Русский, член ВКП(б). Участник Первой мировой войны, контужен в бою у Якобштадта. Участвовал в Гражданской войне в личном составе следующих войсковых формирований: Заднепровская дивизия, Крымская армия, 58-я стрелковая дивизия, Черноморский флот. В РККФ с ноября 1917. Работал на должностях: председатель Комитета наблюдения за постройкой судов, начальник кораблестроительного сектора Технического управления Управления морских сил РККА, председатель комиссии по приёмке кораблей. В 1939 в распоряжении народного комиссариата путей сообщения СССР. В годы Великой Отечественной войны являлся старшим инженером, главным инженером главка, начальником главной инспекции народного комиссариата судостроительной промышленности.
Из аттестации: Корабельный инженер с большим практическим стажем руководящей работы. Дисциплинированный, волевой и хорошо развитый политически офицер.

### Звания
- Инженер-флагман 3-го ранга (8 апреля 1939);[2][3]
- Инженер-капитан 1-го ранга (30 ноября 1940).[4]

### Награды
- Орден Ленина (1945);
- Орден Красного Знамени (1944);
- Орден Отечественной войны 2-й степени;
- Юбилейная медаль «XX лет Рабоче-Крестьянской Красной Армии» (1938);
- Медаль «За победу над Германией в Великой Отечественной войне 1941—1945 гг.» (1945);
- Грамота ЦИК СССР (1934).